# Dead in the Water
Dead in the Water is de derde aflevering van de televisieserie Supernatural, die voor het eerst werd uitgezonden op The WB Television Network op 27 september 2005. De aflevering is geschreven door Sera Gamble en Raelle Tucker en geregisseerd door Kim Manners. De broers onderzoeken de mysterieuze gebeurtenissen rondom een meer dat in het afgelopen jaar al drie mensen heeft opgeslokt.

## Verhaallijn
Terwijl Sam en Dean uitrusten in een wegrestaurant, ontdekt Dean een reeks van mysterieuze verdrinkingen in Lake Manitoc, met als laatste slachtoffer Sophie Carlton. Ze besluiten erheen te gaan en nemen contact op met de plaatselijke sheriff, Jake Devins, die hun vertelt dat ze niets in het meer hebben gevonden. Hij informeert hen ook dat het meer snel zal verdwijnen, omdat er een lek is in de dam. Op het politiestation ontmoeten ze ook de dochter van de sheriff, Andrea Barr, en haar zoon, Lucas. Als Sam en Dean het meer verder onderzoeken, ontdekken ze dat er nog zes andere mensen in Lake Manitoc zijn verdwenen in de afgelopen 35 jaar, onder wie de vader van Lucas. Lucas zelf was erbij toen het gebeurde. Sam en Dean besluiten om te praten met Andrea en Lucas. Dean vertelt Lucas dat hij weet hoe het voelt om iets te zien dat de meeste mensen niet zouden geloven. Lucas blijft echter zwijgen, maar geeft een tekening van een huis aan Dean. Andrea is stomverbaasd aangezien Lucas afstandelijk is sinds de dood van zijn vader.
Diezelfde nacht verdrinkt Will Carlton in de gootsteen. Sam stelt Dean op de hoogte. Ze weten nu dat het geen monster is, maar waarschijnlijk een geest die wraak wil nemen. Zij nemen ook aan dat Bill Carlton erbij betrokken is, omdat de geest het gemunt heeft op zijn kinderen. Ze komen niks te weten van Bill, maar Dean merkt op dat de tekening van Lucas van het huis van de Carltons was. Wanneer ze wederom Lucas bezoeken, vertelt Dean hem over zijn eigen ervaring met het verlies van zijn moeder. Lucas geeft Dean een tweede tekening van een huis naast een witte kerk en een jongen met een blauwe pet met een rode fiets. Sam en Dean vinden de kerk en het aangrenzende huis. Ze bezoeken de vrouw die daar woont en ontdekken dat haar zoon, Peter Sweeney, 35 jaar geleden met zijn rode fiets is verdwenen. Dean ziet een foto van Peter met Bill Carlton. De broers denken nu dat Bill verantwoordelijk is voor de dood van Peter en dat de geest in het meer de wraakzuchtige geest van Peter is. Ze gaan terug om te praten met Bill, maar ze zijn te laat en zien Bill onderwater verdwijnen nadat zijn boot de lucht in wordt gelanceerd. Na het incident probeert de sheriff Sam en Dean de stad uit te krijgen, maar ze komen stiekem terug omdat Dean vermoedt dat de jacht nog niet voorbij is. Ze komen bij het huis van Andrea en redden haar uit haar bad wanneer ze door de geest wordt aangevallen. Ondertussen vindt Dean een foto in Andreas albums en ziet de vader van Andrea, Jake en Peter gezamenlijk op een foto. Dean gaat ervan uit dat Jake ook betrokken was bij de dood van Peter, en dat Peters geest het heeft gemunt op de kinderen van Bill en Jake.
Lucas leidt hen naar een plek in de buurt van het meer, waar Sam en Dean graven tot ze Peters fiets vinden. Jake verschijnt en houdt de broers onder schot. Hij onthult dat hij en Bill de fiets hadden begraven nadat ze per ongeluk Peter hadden omgebracht in het meer. Plotseling wordt Lucas het meer in getrokken door een spookachtige hand. Sam en Dean duiken maar kunnen hem niet vinden, totdat Jake het meer in loopt en aan Peter vraagt om hem te nemen in plaats van zijn kleinzoon. Peter sleurt hem onder water, en Dean is in staat om Lucas uit het water te vissen. 
Sam en Dean bereiden zich voor om te vertrekken. Lucas is weer begonnen met het praten, en Andrea bedankt hen beiden voor het redden van Lucas. Net voordat ze vertrekken leert Dean Lucas de zin “Zeppelin Rules!”.

## Rolverdeling
| Acteur            | Personage           |
| ----------------- | ------------------- |
| Jared Padalecki   | Sam Winchester      |
| Jensen Ackles     | Dean Winchester     |
| Amy Acker         | Andrea Barr         |
| Nico McEown       | Lucas Barr          |
| Daniel Hugh Kelly | Sheriff Jake Devins |
| Bruce Dawson      | Bill Carlton        |
| Troy Clare        | Will Carlton        |
| Amber Borycki     | Sophie Carlton      |
| Aaron Rota        | Peter Sweeney       |
| Bethoe Shirkoff   | Ms. Sweeney         |

## Muziek
“What A Way To Go” van Black Toast Music

“Round And Round” van Ratt

“Too Daze Gone” van Billy Squier

“Movin’ On” van Bad Company